# Orchesia lucida
Orchesia lucida là một loài bọ cánh cứng trong họ Melandryidae. Loài này được Peyerimhoff miêu tả khoa học năm 1917.